# Sherif Ekramy
Sherif Ekramy (Caïro, 10 juli 1983) is een Egyptisch profvoetballer die als doelman speelt. Ekramy won als speler alle nationale clubprijzen en alle Afrikaanse clubprijzen met Al-Ahly.

## Clubcarrière
Ekramy begon zijn carrière bij Al-Ahly. Zijn vriend en landgenoot Hossam Ghaly, die bij Feyenoord onder contract stond, vertelde de clubleiding over Ekramy, die vervolgens op proef mocht komen.
Keeperstrainer Pim Doesburg was vrijwel meteen enthousiast en Feyenoord contracteerde de doelman, die in eerste instantie uitgeleend zou worden aan satellietclub Excelsior. Feyenoord had toentertijd reeds de beschikking over drie doelmannen van naam, Patrick Lodewijks, Gábor Babos en Maikel Aerts. Nadat Babos werd uitgeleend aan N.E.C. kon Ekramy het seizoen bij Feyenoord ingaan als derde doelman.
Gedurende het seizoen raakte Lodewijks geblesseerd en werd zijn plaats ingenomen door Aerts. Aerts ging echter geregeld in de fout en werd voortdurend bekritiseerd in de media. Zo ook op 2 april 2006, toen Feyenoord speelde tegen FC Twente. Toen Aerts de bal simpel kon wegwerken schoof hij de bal echter in de voeten van Blaise Nkufo, waarna Twente kon scoren. In de rust van de wedstrijd gaf hij trainer Erwin Koeman te kennen niet verder te willen spelen. Deze opmerkelijke beslissing betekende het debuut in de Eredivisie voor Sherif Ekramy, die in het vervolg van de wedstrijd feilloos keepte. Feyenoord wist de wedstrijd na de 2–2-ruststand uiteindelijk met 4–2 te winnen. De daaropvolgende wedstrijd speelde Feyenoord uit tegen SC Heerenveen. Opnieuw stond Ekramy onder de lat, ditmaal voor het eerst in de basis. Ondanks dat de wedstrijd eindigde in 1–1 en hij zijn eerste tegendoelpunt kreeg, keepte hij opnieuw foutloos en werd hij in het programma Eredivisie Live op RTL 5 door Willem van Hanegem en Johan Derksen geprezen om zijn spel. Daarna ging het niet zo goed met Ekramy, Henk Timmer kwam terug van zijn blessure en daarna speelde Ekramy geen wedstrijd meer. Hij dreigde zelfs nog om naar een andere club te gaan als hij niet zou spelen, maar daar bleef het ook bij.
Na een jaar gebeurde het dan toch; Ekramy was ontevreden en vertrok op huurbasis voor een seizoen naar het Turkse Ankaragücü. Daarna vertrok hij naar El Gouna, met de hoop daar wedstrijden te spelen. Ook daar gebeurde het niet. Dit resulteerde in het feit dat hij met zijn overstap naar Al-Ahly binnen vier jaar bij vier clubs had gespeeld.
Op 2 februari 2012 gaven Ekramy en andere spelers van Al-Ahly te kennen per direct te willen stoppen met voetballen, naar aanleiding van de enorme rellen die waren uitgebroken na afloop van de wedstrijd tussen Al-Masri en Al-Ahly. Vierenzeventig mensen kwamen daarbij om en er raakten minstens honderden mensen gewond. Ekramy vervolgde uiteindelijk toch zijn loopbaan en werd de vaste doelman van Al-Ahly. Eind 2020 ging hij naar Pyramids.

## Interlandcarrière
Hij werd met Egypte onder 20 derde op het wereldkampioenschap voetbal onder 20 in 2001. In 2006 debuteerde Ekramy in het Egyptisch voetbalelftal. In 2017 zat hij bij de selectie van Egypte op het Afrikaans kampioenschap voetbal, maar kwam hij niet in actie. Het jaar erna maakte hij ook deel uit van de Egyptisch selectie op het WK 2018. Ekramy speelde uiteindelijk vierentwintig interlands.

## Clubstatistieken
| Seizoen | Club         | Land      | Competitie     | Wedstrijden | Doelpunten |
| ------- | ------------ | --------- | -------------- | ----------- | ---------- |
| 2004/05 | Al Ahly      | Egypte    | Premier League | 2           | 0          |
| 2005/08 | Feyenoord    | Nederland | Eredivisie     | 7           | 0          |
| 2008/09 | → Ankaragücü | Turkije   | Süper Lig      | 9           | 0          |
| 2009/10 | El Gouna     | Egypte    | Premier League | 9           | 0          |
| 2010/20 | Al Ahly      | Egypte    | Premier League | 151         | 0          |
| 2020–   | Pyramids     | Egypte    | Premier League | 25          | 0          |

*Bijgewerkt op 18 juli 2021.

## Erelijst
Al-Ahly
Continentaal
- CAF Champions League: 2012, 2013
- CAF Confederation Cup: 2014
- CAF Super Cup: 2013, 2014

Nationaal
- Premier League: 2009/10, 2010/11, 2013/14, 2015/16, 2016/17, 2017/18, 2018/19
- Beker van Egypte: 2016/17
- Egyptische Supercup: 2010, 2011, 2014, 2015, 2017, 2018